# 江耀章
江耀章（1859年—1901年），臺灣嘉義山仔頂（今嘉義市東區）人，祖籍福建漳州平和縣，清代生員。

## 生平
江耀章在咸豐九年（1859年）出生，光緒三年（1877）取進嘉義縣學，光緒七年（1881年）補廩生。後嘉義富豪徐德新聘其擔任西席（家教），生員徐杰夫、徐植夫、江山輝等人皆為其徒弟。1897年，任嘉義辦務署參事，翌年獲授紳章，1901年過世，享年43歲。